# 1899 en bande dessinée
| Années de la bande dessinée : 1896 - 1897 - 1898 - 1899 - 1900 - 1901 - 1902    |
| Décennies de la bande dessinée : 1860 - 1870 - 1880 - 1890 - 1900 - 1910 - 1920 |

Cet article présente les faits marquants de l'année 1899 en bande dessinée.

## Nouveaux albums
Voir aussi : Catégorie:Album de bande dessinée sorti en 1899

## Naissances
- 1899 : Emilio Freixas
- 30 mars : Sebastiano Craveri
- 24 avril : Allen Saunders, scénariste de comics
- 24 août : Gaylord DuBois, scénariste de comics
- 22 novembre : Walter Berndt, auteur de comics
- 22 décembre : Virginia Huget, autrice de comic strips